# Denver Pyle
Pour les articles homonymes, voir Pyle.
Denver Pyle, né à Bethune (Colorado) le 11 mai 1920 et mort à Burbank (Californie) le 25 décembre 1997, est un acteur américain dont le rôle le plus célèbre est celui d’Oncle Jesse dans la série télévisée américaine Shérif, fais-moi peur !. Il a également été au générique de la fiction La Légende de James Adams et de l'ours Benjamin sur NBC et de Bonnie and Clyde . Il est décédé d'un cancer du poumon.

## Filmographie
- 1949 : Streets of San Francisco de George Blair
- 1949 : Le Grand Départ (The Big Wheel) d'Edward Ludwig
- 1949 : Le Mustang noir (Red Canyon) de George Sherman : Hutch
- 1950 : Singing Guns de R. G. Springsteen
- 1952 : Mutinerie à bord (Mutiny) d'Edward Dmytryk : Un mutin
- 1955 : Les Rôdeurs de l'aube (Rage at Dawn) de Tim Whelan : Clint Reno
- 1955 : L'Enfer des hommes (To Hell and Back) de Jesse Hibbs : Thompson
- 1955 : Top Gun de Ray Nazarro
- 1956 : Les Collines nues (The Naked Hills) de Josef Shaftel (en) : Bert Killian / le narrateur
- 1956 : Please Murder Me de Peter Godfrey
- 1956 : La Mission du capitaine Benson (7th Cavalry) de Joseph H. Lewis : Dixon
- 1957 : Jicop le proscrit  (The Lonely Man) de Henry Levin : Brad, le shérif de Red Bluff
- 1958 : Le Gaucher (The Left Handed Gun) d'Arthur Penn
- 1958 : Fort Massacre (Fort Massacre) de Joseph M. Newman : Soldat Collins
- 1959 : Terre de violence (Good Day for a Hanging) de Nathan Juran : Deputé Ed Moore
- 1959 : Les Cavaliers (The Horse Soldiers) de John Ford : Jackie Jo
- 1960 : Celui par qui le scandale arrive (Home from the Hill) de Vincente Minnelli : Marshal Bradley
- 1960 : Alamo de John Wayne : Thimblerig
- 1962 : L'Homme qui tua Liberty Valance (The Man Who Shot Liberty Valance) de John Ford : Amos Carruthers
- 1962 : Geronimo d’Arnold Laven : sénateur Conrad
- 1965 : La Grande Course autour du monde (The Great Race) de Blake Edwards : le shérif
- 1965 : Les Prairies de l'honneur (Shenandoah) d’Andrew V. McLaglen : pasteur Bjoerling
- 1966 : La parole est au colt (Gunpoint) d'Earl Bellamy : Cap
- 1967 : Bonnie et Clyde (Bonnie and Clyde) d’Arthur Penn : Franck Hammer
- 1967 : Bandolero ! d’Andrew V. McLaglen : Muncie Carter
- 1967 : Cimarron (épisode 13 : The Last Wolf) de Bernard McEveety : Charley Austin
- 1968 : Cinq Cartes à abattre (5 cardiaque stud) de Henry Hathaway
- 1968 à 1971 : Doris Day comédie (The Doris Day Show, série télévisée) : Buck Webb
- 1971 : Rio Verde (Something Big) de Andrew V. McLaglen : Junior Frisbee
- 1973 : Les Cordes de la potence (Cahill United States Marshal) d’Andrew V. McLaglen : Denver
- 1973 : Les Rues de San Francisco (Série TV) - Saison 2, épisode 13 (Winterkill) : Carl Armstrong
- 1975 : The Boy Who Talked to Badgers de Gary Nelson
- 1975 : Le Faucon blanc (Winterhawk) de Charles B. Pierce (en)
- 1976 : Buffalo Bill et les indiens (Buffalo Bill and the Indians, or Sitting Bull’s History Lesson) de Robert Altman : McLaughlin
- 1976 : L'homme de la montagne (Guardian of the Wilderness or Mountain man) de David O'Malley : Galen Clark
- 1976 : Bienvenue à Los Angeles (Welcome to L.A.) d’Alan Rudolph : Carl Barber
- 1977 à 1978 : La Légende de James Adams et de l'ours Benjamin : (Mad Jack)
- 1979 à 1985 : Shérif, fais-moi peur ! (The Dukes of Hazzard) de Gy Waldron (en) : Oncle Jesse Duke
- 1980 : Enos de Gy Waldron (en) : Oncle Jesse Duke
- 1988 : Arabesque (Murder, She Wrote) :  Eben Connors (Saison 5, Épisode 5 : Coup de grisou)
- 1994 : Maverick de Richard Donner : le vieux tricheur